# Viola subcollina
Viola subcollina är en violväxtart som beskrevs av Günther von Mannagetta und Lërchenau Beck. Viola subcollina ingår i släktet violer, och familjen violväxter. Inga underarter finns listade i Catalogue of Life.